# Luohe
Luohe is een stad in de gelijknamige prefectuur in de Chinese provincie Henan, Volksrepubliek China.
Bij de volkstelling van 2020 had de stad 807.745 inwoners, de gehele prefectuur had 2.367.490 Inwoners.
Het grenst in het noorden aan Xuchang, in het oosten aan Zhoukou, in het zuiden aan Zhumadian en in het westen aan Pingdingshan.